# Валя-Нучетулуй
Валя-Нучетулуй (рум. Valea Nucetului) — село у повіті Прахова в Румунії. Адміністративно підпорядковане місту Урлаць.
Село розташоване на відстані 65 км на північ від Бухареста, 19 км на північний схід від Плоєшті, 146 км на захід від Галаца, 87 км на південний схід від Брашова.

## Населення
За даними перепису населення 2002 року у селі проживали 428 осіб, з них 427 осіб (99,8%) румунів. Рідною мовою 427 осіб (99,8%) назвали румунську.